# Linia kolejowa Trebnitz – Leipzig
Linia kolejowa Trebnitz – Leipzig – zelektryfikowana dwutorowa główna linia kolejowa w Niemczech, w krajach związkowych Saksonia i Saksonia-Anhalt.
Została zbudowana i eksploatowana przez Berlin-Anhaltische Eisenbahn-Gesellschaft. Swój początek ma w Trebnitz, na dawnej granicy księstwa Anhalt i Prus, i biegnie przez Dessau i Delitzsch do Lipska. Odcinek między Bitterfeld i Lipskiem jest częścią międzyregionalnego połączenia dalekobieżnego Berlin – Monachium oraz częścią korytarza transportowego Berlin – Palermo.
Przed 1871 r. odcinek Zerbst – Roßlau był nazywany Anhaltische Leopoldsbahn.